# Ulf Sucksdorff
Ulf Didrik Sucksdorff, född 16 juli 1932 i Oscars församling i Stockholm, död 30 juli 1989 i Johanneshov, var en svensk skulptör.
Han var son till tjänstemannen Knut Sucksdorff och Greta Nylen och från 1954 gift med Ulla Sucksdorff. Han studerade vid Konstfackskolan 1951–1957 och från 1961 vid Kungliga konsthögskolan i Stockholm samt under resor till Leningrad, Marseille, Barcelona och London. Under sin studietid tilldelades han stipendium från H. Ax:son Johnsons och W. Smiths fonder. Tillsammans med Gösta Backlund ställde han ut i Nyköping och tillsammans med Chenia Ekström och Paul Petersén ställde han ut i Finspång samt tillsammans med Sigward Pettersson i Uppsala. Han medverkade i Konstfrämjandets utställningar på flera platser i Sverige och i ett flertal av Liljevalchs Stockholmssalonger sedan slutet av 1950-talet samt i några av Konstfrämjandets konstutgåvor. Hans skulpturer består av porträtt, figurer, kvinnostudier och djur ofta utförda i bly. Sucksdorff är representerad vid bland annat Katrineholms stadsbibliotek med skulpturen Afrikanen och vid Högre tekniska läroverket i Uppsala med skulpturen Akrobater samt friskulpturen Tegelrosen i Skärholmens centrum. Bland hans andra monumentala arbeten märks en tegelvägg i Bålsta ålderdomshem och en tegelrelief för Bergsbrunna tegelbruk. 

## Offentliga verk i urval
- Tegelrosen, tegelsten, 1967, Vårbergsvägen/Ekholmsvägen i Skärholmen i Stockholm
- Sländan, 1969, Odins plan i Nynäshamn
- Skulpturgrupp till dåvarande flygflottiljen F 15, kopparplåt, 1969-71, Flygstaden, Söderhamn
- lekskulpturen Draken, rostfritt stål och plast, 1975, Drakensbergsparken på Södermalm i Stockholm
- lekskulpturen Insektsfåglar, 1975, Fredhällsparken på Kungsholmen i Stockholm
- Staty över Ernst Thörnberg, brons, 1987, vid västra ändan av Brunkebergstunneln i Stockholm
- Leklabyrint, plast, Bodals skola i Lidingö

## Bildgalleri

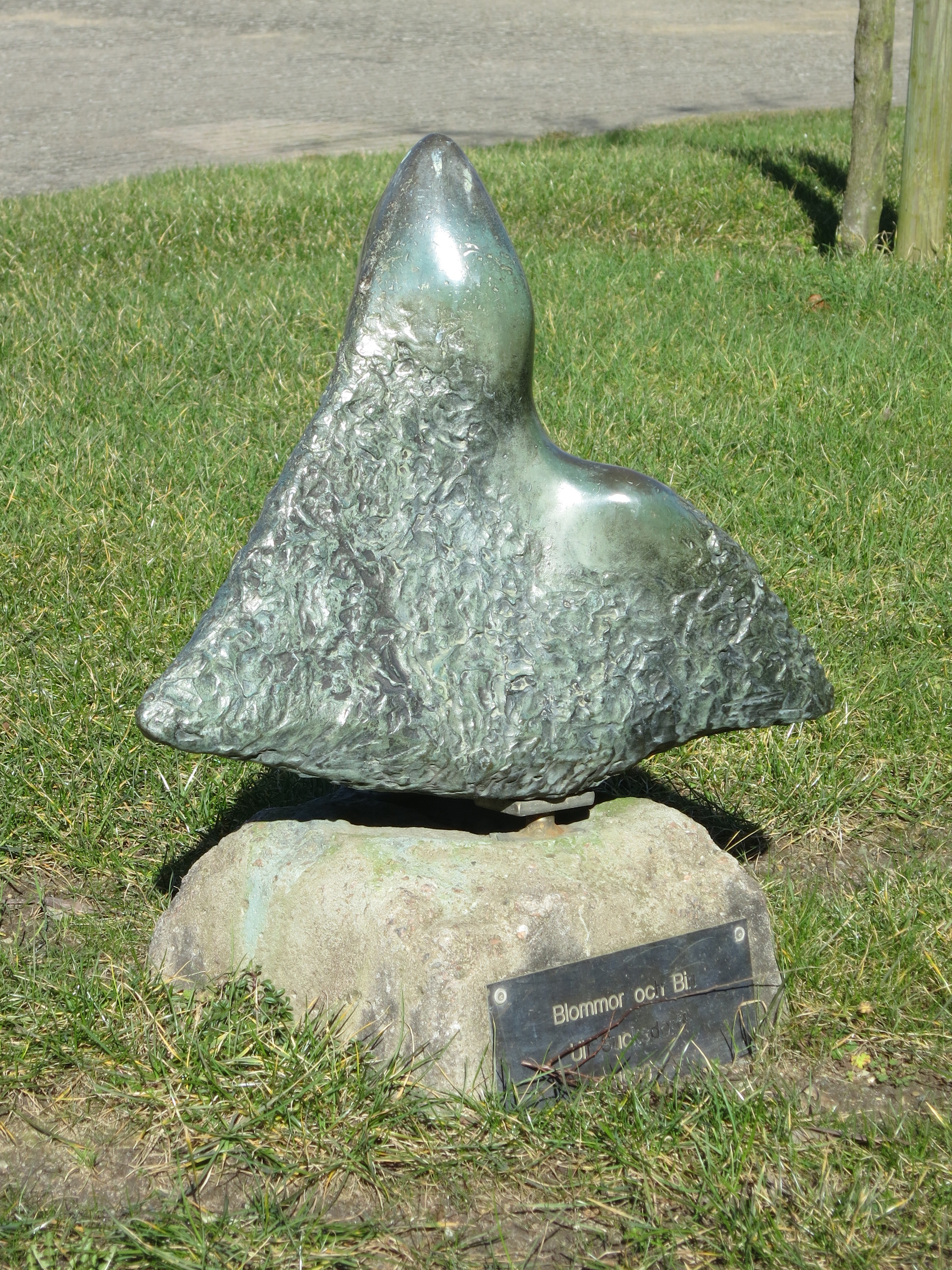
Blommor och bin, skulptur i Rosengård i Malmö
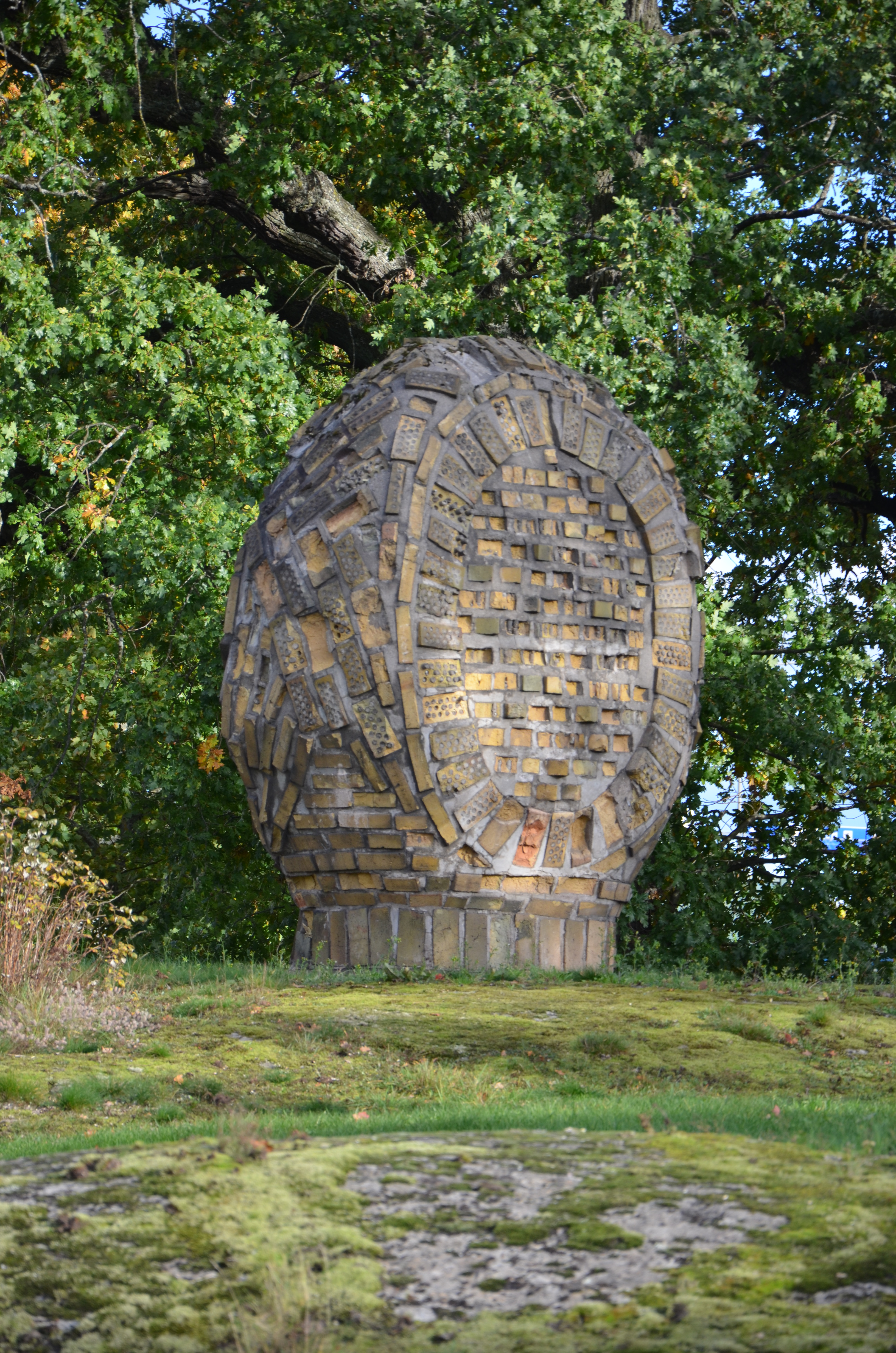
Tegelrosen i Skärholmen.
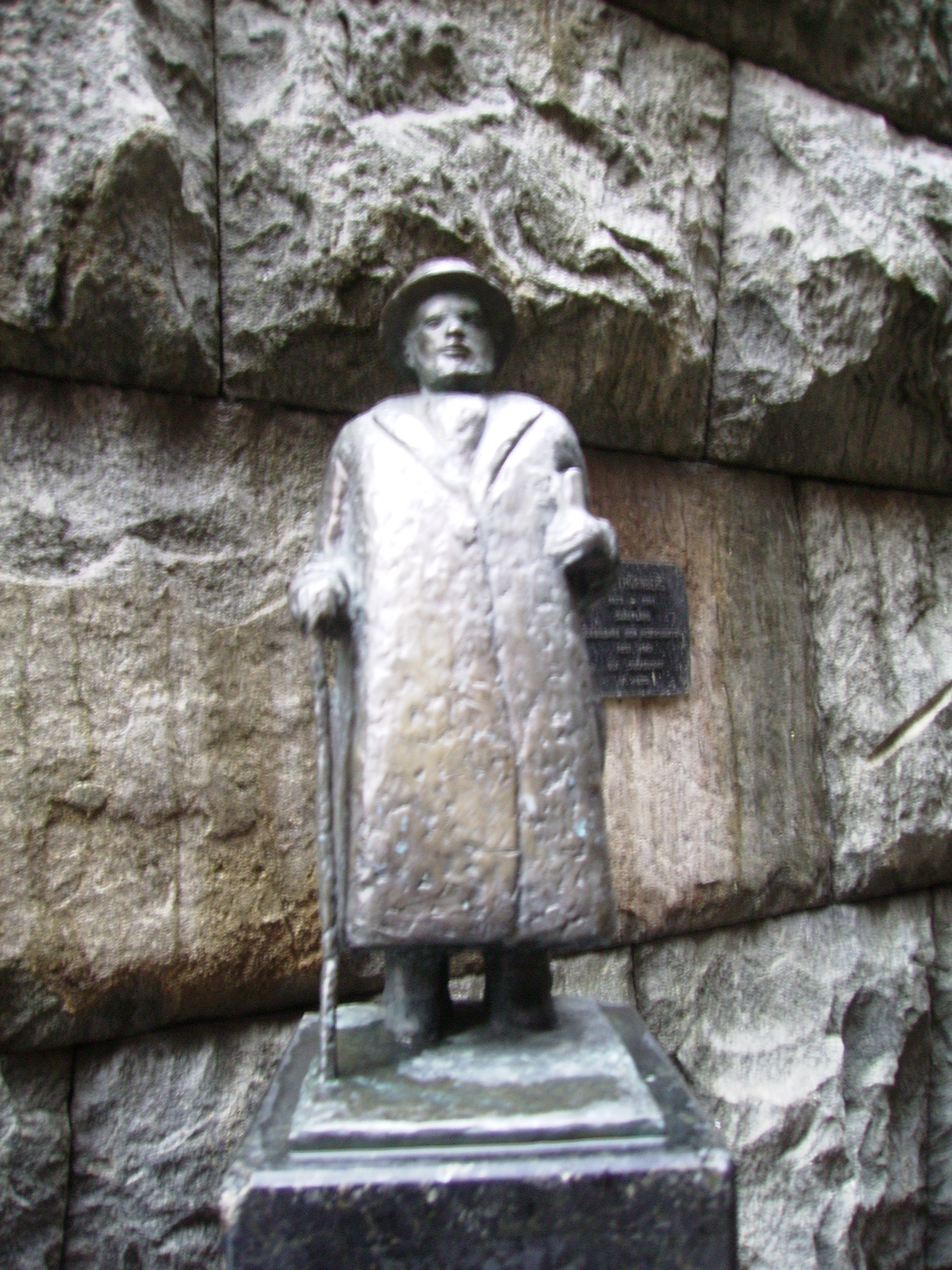
Staty över Ernst Thörnberg i Stockholm.
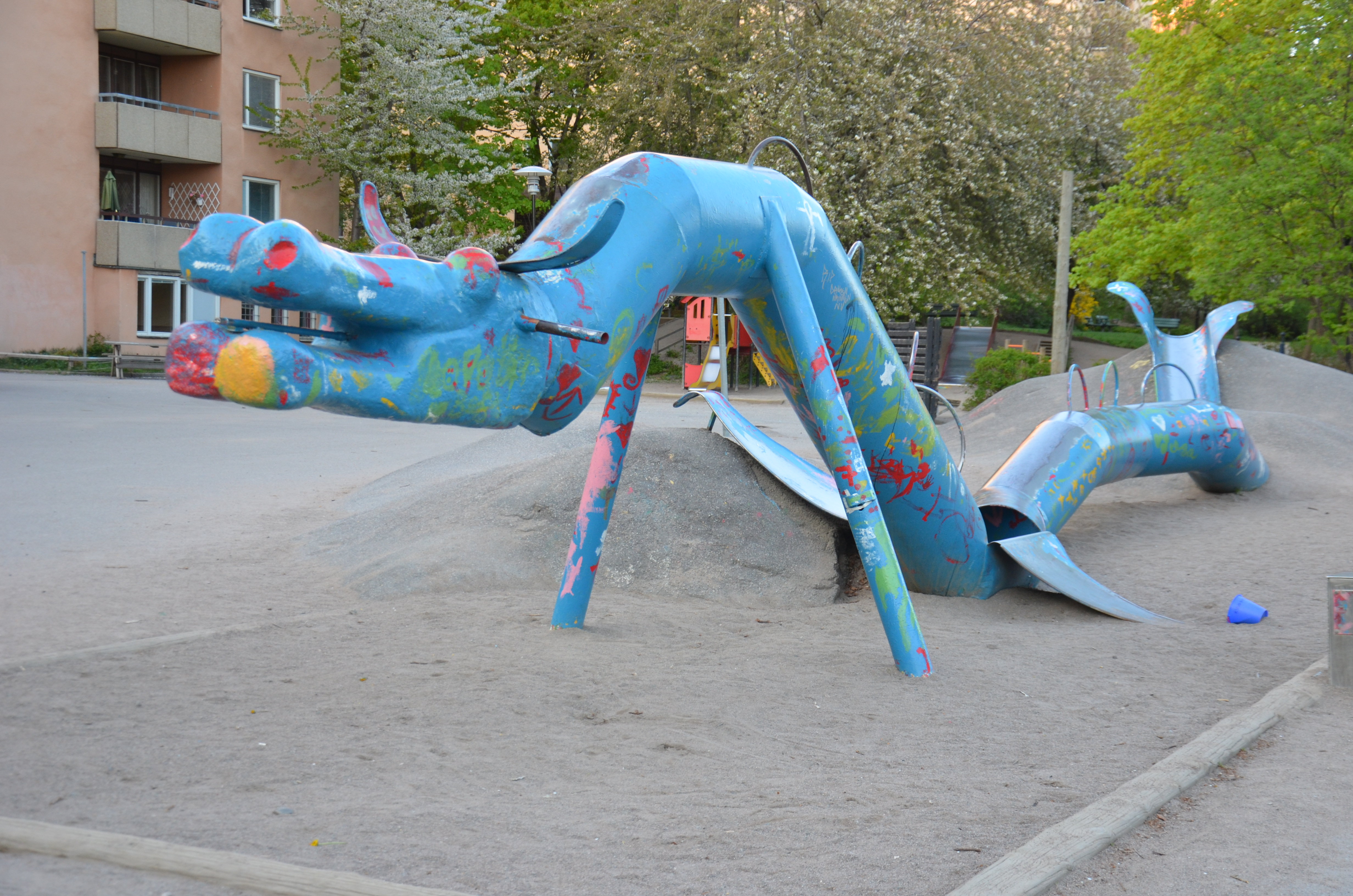
Draken i Stockholm
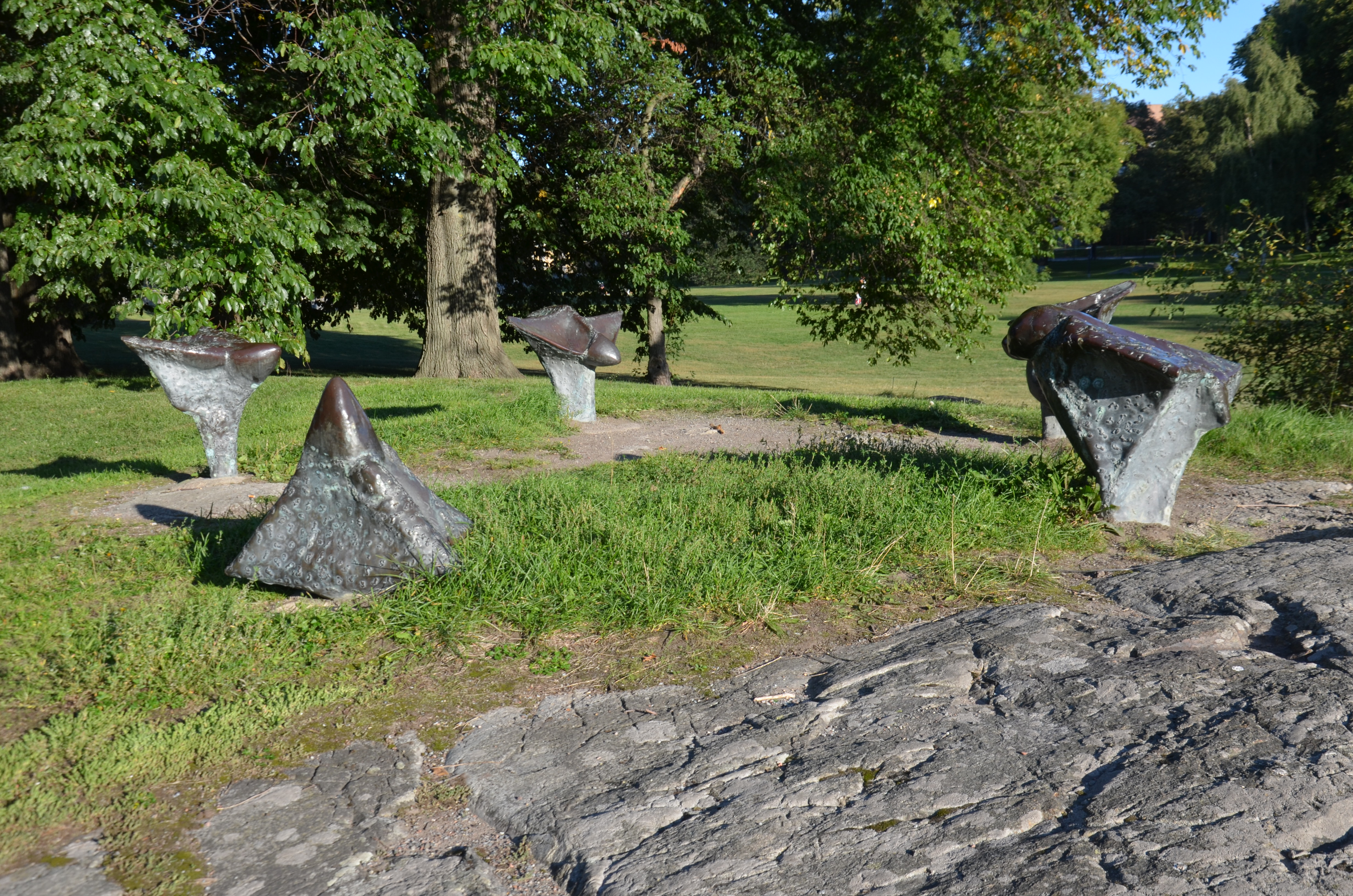
Insektsfåglar i Stockholm